# Scapania dentata
Scapania dentata là một loài rêu tản trong họ Scapaniaceae. Loài này được (Dumort.) Dumort. miêu tả khoa học lần đầu tiên năm 1835.